# キラ・ヴィンセント＝デイヴィス
キラ・ヴィンセント＝デイヴィス（Kira Vincent-Davis、1979年7月9日 - ）は、アメリカ合衆国の女性声優。テキサス州ヒューストン出身。クレジットの別名キラ・マルチーゾ（Kira Maltezos)またはキラ・ソーラー（Kira Solar）。主に日本製アニメ作品の英語版に出演している。

## 出演作品

### テレビアニメ
1999年
- 機動戦艦ナデシコ（ホシノ・ルリ）
- 爆れつハンター（ドーター）
- バブルガムクライシス TOKYO 2040

2001年
- A.D.POLICE（ケイティ・コリンズ）
- プリンセスナイン 如月女子高野球部（堀田小春）
- 魔術士オーフェン（フィエナ）

2002年
- 鋼鉄天使くるみ（神維仲人）
- エクセル・サーガ

2003年
- アニメがんばれゴエモン（おみつ）
- アベノ橋魔法☆商店街
- COLORFUL
- 機動天使エンジェリックレイヤー（岬了）
- 幻想魔伝最遊記（清風）
- 鋼鉄天使くるみ2式（教師）
- 超GALS!寿蘭（山咲美由）
- 聖戦士ダンバイン（チャム・ファウ）
- 聖闘士星矢※ADVフィルム版
- ナジカ電撃作戦（柊七虹香）
- 南海奇皇（島原夕姫）
- ノワール
- 万能文化猫娘（夏目龍之介）
- フルメタルパニック!（内田マユ子）
- ラーゼフォン（如月久遠）

2004年
- アキハバラ電脳組（東十条つぐみ）
- あずまんが大王（春日歩）
- カレイドスター（アンナ・ハート）
- キノの旅 the Beautiful World（少年A）
- クロノクルセイド
- 幻影闘士バストフレモン（プリン、女A）
- シスター・プリンセス（衛）
- 新撰組異聞PEACE MAKER
- 超重神グラヴィオン（ミヅキ立花）
- D・N・ANGEL（冴原剛）
- ぱにょぱにょデ・ジ・キャラット（ピョコラ・アナローグIII世〈ぴよこ〉）
- 魔術士オーフェン Revenge（エリス）

2005年
- E'S OTHERWISE（神龍＝ベルヴェディア）
- エルフェンリート（ルーシー / にゅう）
- GANTZ
- ギルガメッシュ（レポーター）
- 魁!!クロマティ高校
- 神魂合体ゴーダンナー!!（ルウ・ルー）
- ダイバージェンス・イヴ（紅葉みさき）
- 白鯨伝説（ラッキー）
- フルメタル・パニック? ふもっふ
- MADLAX（エリノア・ベイカー）
- 妄想科学シリーズ ワンダバスタイル（冬出ゆり）

2006年
- 円盤皇女ワるきゅーレ（ワルキューレ / ワるきゅーレ）
- 北へ。〜Diamond Dust Drops〜（白石果鈴）
- 超時空要塞マクロス（キム・キャビロフ）
- トリニティ・ブラッド（ピーター）
- ぱにぽにだっしゅ!（白鳥鈴音）
- プリンセスチュチュ（まれん）
- 魔探偵ロキRAGNAROK（大道寺繭良）

2007年
- AIR（遠野美凪）
- うたわれるもの（エルルゥ）
- 円盤皇女ワるきゅーレ 十二月の夜想曲（ワルキューレ / ワるきゅーレ）
- 極上生徒会（蘭堂りの、プッチャン）
- 蟲師（いお）
- コヨーテ ラグタイムショー

2010年
- ストライクウィッチーズ（坂本美緒）

2011年
- フェアリーテイル（ウル）
- ロザリオとバンパイア CAPU2（朱染心愛）

2012年
- ストライクウィッチーズ2（坂本美緒）

2014年
- IS 〈インフィニット・ストラトス〉2（更識簪）
- ノーゲーム・ノーライフ（初瀬いずな）

2016年
- クロスアンジュ 天使と竜の輪舞（サリア・テレシコワ）
- プリズマ☆イリヤ ツヴァイ！（クロエ・フォン・アインツベルン）
- フリップフラッパーズ（彩いろは先輩）

2017年
- 侵略!イカ娘（第2期）（相沢栄子）
- ちはやふる（若宮詩暢）

2018年
- 七つの大罪（ウリエル）
- 少女☆歌劇 レヴュースタァライト（石動双葉の母）
- UQ HOLDER! 〜魔法先生ネギま!2〜（相坂さよ、桜咲刹那）

2019年
- やはり俺の青春ラブコメはまちがっている。（折本かおり）

2020年
- BanG Dream!（戸山明日香）
- 女子高生の無駄づかい（一奏）

2023年
- 夢見る男子は現実主義者（三田綾乃）

### 劇場アニメ
1998年
- 新きまぐれオレンジ☆ロード そして、あの夏のはじまり（春日くるみ）
- スレイヤーズ

2001年
- スプリガン
- 機動戦艦ナデシコ -The prince of darkness-（ホシノ・ルリ）

2004年
- あずまんが大王（春日歩）
- スレイヤーズぷれみあむ（ルーマ）
- ラーゼフォン 多元変奏曲（如月久遠）

2005年
- パルムの樹（パルム）
- 雲のむこう、約束の場所（笠原真希）
- マリといた夏（ソン）

### OVA
1998年
- ダーティペア FLASH
- 秘境探検ファム&イーリー（メリア）
- プリンセス・ミネルバ（オーチェ）

1999年
- 銀河お嬢様伝説ユナ〜深闇のフェアリィ〜（亜弥乎）

2000年
- ドラゴンハーフ（黄色のスライム）

2003年
- BLUE SEED2（バレンシア・タチバナ）

2004年
- ぷにぷに☆ぽえみぃ（我々守ひとみ）

2005年
- けっこう仮面（結花千草）
- ナースウィッチ小麦ちゃんマジカルて（国分寺こより）

2007年
- 円盤皇女ワるきゅーレ 星霊節の花嫁（ワルキューレ / ワるきゅーレ）
  - 円盤皇女ワるきゅーレ 時と夢と銀河の宴（ワルキューレ / ワるきゅーレ）

### ゲーム
2003年
- アンリミテッド:サガ（ジーン・ムーア）

### 吹き替え
2004年
- イエスタデイ（バーの女）
- 隠忍術（藍衣）
- 品行ゼロ（チェ・ミンヒ）
- ロスト・メモリーズ（ミンジェ）

2005年
- ガン&トークス（イェファ）
- ジャングル・ジュース（メグ）

2006年
- オー!マイキー（マイキー）